# Сивоглав обществен тъкач
Сивоглав обществен тъкач (Pseudonigrita arnaudi) е вид птица от семейство Врабчови (Passeridae).

## Разпространение
Видът е разпространен в Етиопия, Кения, Сомалия, Судан, Танзания, Уганда и Южен Судан.